# Бируни
Абу Рајхан Мухамед ибн Ахмед Бируни (973—1048) био је персијски астроном, математичар, историчар, географ, филозоф и мислилац.

## Биографија
Бируни је рођен 4. септембра 973. године у Кату, тадашња краљевина Хорезм, данас место Хива у Узбекистану. У младости студира математику и астрономију код Абу Насер Мансура. Касније се придружује Махмуду од Газнија на његовом походу на Индију.
Бируни је првих 25 година живота провео у Хорезму. Свој изванредни научни таленат показао је већ у раној младости. Како би пронашао најбоље околности за несметано обављање својих истраживања, Бируни у том свом периоду одлази на бројна путовања. Пропутовао је готово све веће градове по Хорасану не би ли пронашао најмирније место потребно једном научнику. Ишао је и у Таберистан, па поново у Хорезм.‍:pp. 75.
У разним периодима живота написао је славна научна дела из области математике, астрономије, фармакологије, минералогије, географије и индологије. Бируни је написао чак стотину осамдесет и пет наслова – књига и трактата: 88 о астрономији, 25 о математици, 22 о географији, 19 о књижевности, 9 о историји, 7 о филозофији, 7 о друштвеним наукама и компаративној анализи културе и религија, пет о медицини, фармакологији и другим природним наукама, и најзад три наслова о минералогији, физици и механици.‍:pp. 75. Нажалост, од наведених наслова преостало је само 28 дела. Управо зато, његова бриљантна дела нису у новије доба преведена на латински језик и тако нису дошла у руке европских истраживача.‍:pp. 228.
Говорио је више језика, поред матерњег персијског добро је знао и арапски, турски, грчки, сиријски, хебрејски и индијске језике. Током свог живота оставио је много дела из разних области научног сазнања.
Абу Рејхан је већи део својих експеримената обавио у периоду између 1009. и 1016. године, док је боравио у Кенеургенчу. Међутим, када се 1017. на предлог султана одселио у Газни, где је имао на располагању део државног буџета, као и драго камење и драгуље султана Махмуда Газванија, успео је да све до 1036. године настави своја истраживања и усаврши експерименте које је раније почео.‍:pp. 315.
Неки од Бирунијевих савременика били су Ибн Хејсам‍:pp. 313., Ибн Сина‍:pp. 77., Абу Саид Сиџзи‍:pp. 1057., Абу Убејда Абдулах ибн Абдул-Азиз Бакри Куртуби (умро 1094)‍:pp. 498., Насер Хосров Кобадијани (умро 1060. или 1061).
Бируни је умро и сахрањен у Газнију, 13. децембра, 1048. године

## Математика
Бируни је презентовао резултате дискусија о односима између два математичка објекта у складу са староиндијском математиком, те писао о томе како чвршће повезати старогрчку математичку баштину са исламском цивилизацијом. Он је оставио за собом два математичка трактата у којима је разматрао методе прецизног мерења хипотенуза у случају сферних фигура. Бируни је, такође, писао о иновативним решењима у вези са мерењем специфичне тежине разних предмета, као и о примени тих решења у математици. Не треба заборавити да је он написао драгоцена дела о тригонометрији.‍:pp. 229.

### Математичка дела
- Ат-Тафхим[7]‍:pp. 228.

Ат-Тафхим је дело, које је годинама представљало основни уџбеник из математичких наука.‍:pp. 313. У првом поглављу те књиге, Бируни усредсређује пажњу на геометрију, а у другом поглављу пише о аритметици и алгебри.‍:pp. 228. У овој књизи Бируни пише о ирационалним бројевима, сматрајући их бројевима које не можемо исписати у облику разломака целих бројева.‍:pp. 255.
- Рашикат ал-хинд;[7]‍:pp. 228.
- Истихраџ ал-аутар фи ад-даирати би хавас ал-хатт ал-мунхани ал-ваки’и фиха;[7]‍:pp. 229.
- Џам ат-турук ас-саира фи марифати аутар ад-даира;[7]‍:pp. 229.
- Фи ан-нисаб алати бајн ал-филизат ва ал-џавахир фи ал-хаџм [О међусобним запреминским односима метала и осталих предмета];[7]‍:pp. 229.
- Макалиду илм ал-хај’а;[7]‍:pp. 229.
- Ал-Макала ас-салиса мин китаби Канун ал-Масуди [Трећа посланица из Масудијевог Правилника];[7]‍:pp. 229.
- Посланица Абу Рејханова Абу Саиду.[7]‍:pp. 229.

## Астрономија
Два чувена муслиманска научника, Абу Рејхан Бируни и Абул-Вафа Бузђани, 997. године детаљно су посматрали појаву помрачења Месеца у Бузђанијевој приватној опсерваторији.‍:pp. 271. Они су сарађивали и у другим пројектима, те су у Хорезму и Багдаду, уз помоћ ондашњих опсерваторијских инструмената, прецизно установили опречност географских дужина та два града, односно проценили и њихову временску разлику на основу еклиптичког положаја тих градова.‍:pp. 271.

### Астрономска дела
Међу његовим славним астрономским делима можемо издвојити:
- Истиаб ал-вуђух ал-мумкина фи сан’а ал-устурлаб [Комплементарни преглед могућих начина израде астролаба][7]‍:pp. 274.

У овом делу, Бируни нуди опсежна објашњења о научним фундаментима методе израде астролаба.
- Тахмид ал-мустакар ли тахкики ма’на ал-мамар

Бируни у овом делу разјашњава своју методологију решавања астрономских проблема и нејасноћа. Он тврди да на основу своје иновативне методе добија могућност да опажа кретање небеских тела кроз хипотетичке еклиптичке границе, те да их након тога прорачунава математичким примењеним функцијама које због заједничког предмета расправе користи у астрономији. Његови научни резултати у овој драгоценој књизи представљени су тако што он најпре нуди опсежна концептуална објашњења о одређеном астрономском питању, а затим визију своје методологије упоређује са погледима ранијих астронома. Он на тај начин износи бриљантне и сложене податке о традиционалној астрономији.‍:pp. 274.
- Тахдиду нихаја ал-амакин [Означавање просторних крајева]

Абу Рејхан у овој књизи опсежно је писао о обухватним астрономским истраживањима синова Мусе ибн Шакира. Он говори о њиховим опсерваторијским истраживањима у Багдаду 232. године по Издигердовом календару које су објављене с циљем да се измери географска ширина тог града.‍:pp. 264. Бируни је помоћу свог прецизног астролаба представио сасвим занимљиву методу мерења обима земаљске кугле, а резултате свог истраживања изнео је у овој књизи.‍:pp. 285.
- Ал-Асар ал-бакија [Сачувана дела]

Књига коју је Бируни написао 1001. године‍:pp. 1031. указује на неке занимљиве податке из Шахријаровог хорскопа, на основу којих закључује да је тај хороскоп сасвим посебан у односу на осталу астрономску литературу која је објављена у том периоду. Бируни пише да је у том хороскопу почетак даноноћног циклуса повезан са поноћним тренутком, што је било супротно уобичајеном уверењу, или традицији у другим сличним књигама и трактатима.‍:pp. 128.
- Канун ал-Масуди [Масудијев правилник], заиста најобимнији информативни текст о муслиманским достигнућима у астрономији;[7]‍:pp. 313.
- Ђала ал-азхан фи Зиџ ал-Батани [Блесак умова у Батанијевом хороскопу], у којој је Абу Рејхан Бируни писао о Батанијевим сјајним резултатима;[7]‍:pp. 267.
- Рисалатун фи тасвир ал-кавакиб ва ал-булдан фи аји даиратин арадна;
- Китабун фи ихраџи ма фи кува ал-устурлаб ила ал-фил [О актуализацији астролабних потенцијала];
- Рисалатун фи ал-устурлаб [Посланица о астролабу];
- Фи ат-татрик би ал-истимали фунун ал-устурлаб [О путоказима и о коришћењу неких астролабних вештина];
- Фи тасхили ат-тасти ал-устурлаб ва ал-амал би муракабатихи мин аш-шимал ва ал-ђунуб;
- Ал-Микјас ал-марџа фи ал-амал би устурлаб ал-мусатах [О ауторитативним критеријумима коришћења астролаба];[7]‍:pp. 276.
- Фи тахкики ма ли ал-Хинд[6]‍:pp. 78. дело о великим научним и културолошким достигнућима Индијаца.[7]‍:pp. 122.

## Фармакологија
Бируни је, у делу о фармакологији, понудио модел иновативне поделе лекова, детаљно је описао разне врсте лекова и размотрио њихове практичне разлике, те такође изнео компаративни преглед старогрчких, сиријачких, персијских и арапских назива лековитих биљака и минерала.‍:pp. 344.

### Фармаколошка дела
- Ас-Сајдана [Фармакологија][7]‍:pp. 344.

У књизи ас-Сајдана Бируни спомиње да је још у младости покушавао да истражује лековите карактеристике разних биљака, те да је повремено разне биљке носио код ученог Римљана који се доселио у његов град, те да му је Римљанин говорио грчке називе тих биљака.‍:pp. 77.

## Физика и механика
Бируни у једном од својих дела наводи прецизно измерене специфичне тежине осам различитих метала, петнаест других чврстих материјала, и шест врста течности. Поврх тога, Бируни детаљно разјашњава и свој методолошки приступ истраживањима у вези са статиком флуида. Приликом мерења специфичних тежина и запремина разних минерала, овај славни мислилац поштовао је слична правила, тако да је при мерењу тешких метала користио злато као критеријум и основну мерну јединицу, а сафир када би мерио драго камење и драгуље.‍:pp. 314.
Бирунијев прибор за мерење специфичне тежине различитих материјала био је веома једноставан. Реч је о бокалу који је са једне стране продужен да би му се додала цев и тако пружила могућност за евентуални проток воде. Он је вагу инсталирао испод поменутог бокала тако да се један тас ваге директно нађе испод врха придодате цеви. При мерењу, Бируни би бокал напунио водом до те мере да у цеви не остане простора за ваздух. Након тога, полако би стављао сто мискала одређеног метала, драгог камења или било којег другог материјала. Тежина новог тела заузела би одређени простор, те би се иста та количина воде кроз поменуту цев прелила у тас који је инсталиран испод цеви. На тај начин Бируни би веома прецизно измерио специфичну тежину датог материјала и касније дефинисао односе његове густине према густини исте количине воде. Он у својим објашњењима инсистира на томе да прецизност његових мерења није искључиво производ одабира одређене количине датог материјала или његовог облика. Он тврди да незапрљаност метала, камена или другог материјала чију тежину меримо, бистрина воде коју користимо у процесу мерења, и температура на којој реализујемо тај експеримент, јесу изузетно важни и утицајни елементи.‍:pp. 315.
Резултати које је Абу Рејхан Бируни постигао приликом мерења били су до те мере прецизни да су често једнаки резултатима истраживања у савременом добу. У следећој табели изложићемо специфичне тежине ( у g/cm3 ) пет различитих материјала које су пре много столећа забележили Хазини и Бируни. У истој табели, с циљем да истакнемо њихову запањујућу прецизност, уписали смо и резултате истих мерења које је помоћу новијег прибора забележила савремена научница Моли Клемент.
|        | Моли Клемент (1858) | Хазини (1121) | Бируни (1048) |
| ------ | ------------------- | ------------- | ------------- |
| Злато  | 19,26               | 19,05         | 19,26         |
| Жива   | 13,59               | 13,56         | 13,59         |
| Гвожђе | 7,79                | 7,74          | 7,74          |
| Бисер  | 2,75                | 2,60          | 2,62          |
| Бакар  | 8,85                | 8,66          | 8,83          |

‍:pp. 316.

### Дела о физичким, минералошким и механичким наукама
- ал-Китабату фи ал-макајил ва ал-мавазин ва шара’ит ат-тајар ва аш-шавахин

У овом делу је писао о мерама, вагама и условима мерних полуга и тасова.
- ан-Нисаб ал-лати бајн ал-филизат ва ал-џавахири фи ал-хаџм

Бируни у овом делу разматра односе између разних метала и драгог камења и драгуља по питању њихових запремина и специфичних тежина. Он у овом трактату покушава да, помоћу иновативне ваге коју је креирао на основу Архимедових принципа, представи дотад непримењивану методу мерења специфичне тежине чврстог материјала геометријски неправилног облика.‍:pp. 314.

## Географија
Абу Рејхана Бирунија су, због његових бројних, детаљних и уредних истраживања на пољу мерења дужине и ширине и приказивања разних подручја, али и саме земаљске кугле и њених геодинамичних појава, назвали оснивачем геодезије.‍:pp. 473.
Његову значајну улогу на пољу математике можемо појаснити из две различите перспективе. Бируни, пре свега, износи сажети критички преглед главнине дотад постигнутих резултата у географским истраживањима. Међутим, гледано из друге перспективе, треба додати да је он снагом свог изванредног математичког и астрономског умећа измерио географске координате неколико градова. Такође, Абу Рејхан је забележио једно од најважнијих геодетских достигнућа у историји географије и астрономије у исламу, тачније, забележио је меру једног степена географске ширине.‍:pp. 496.
Бируни је своје научно умеће показао и у картографији. У свом значајном трактату Тастих ас-сувар приказао начин скицирања кугле на равној површини, што је било веома корисно за креирање унапређених астролаба, а касније је било многоструко употребљиво и при изради прецизних географских мапа. Он је приказао бројне географске положаје Земље разним бојама.‍:pp. 497.

### Географска дела
- Тахдиду нихајат ал-амакин [Означавање просторних крајева][7]‍:pp. 496.

Бируни у овом делу говори углавном о географској математици.
- Тастих ас-сувар ва табтих ал-кувар[7]‍:pp. 496.

Његова посебна гледишта, презентована у поменутим књигама, обухватају студије о кугластом облику Земље и о дужини њеног пречника, о водама, копну и о односу међу њима, као и о седам региона насељеног дела Земље, о мерењу географске дужине и ширине бројних познатих места из његовог времена, и најзад о методама прецизног утврђивања смера кибле и града Меке.‍:pp. 496. При утврђивању смера кибле и Меке користио је сферну тригонометрију чије корене проналазимо у старим списима Птолемеја и других древних мислилаца.‍:pp. 497. Осврћући се на метеоролошке појаве, Бируни ове дискусије, у нешто краћем облику, излаже и у свом делу ал-Асар ал-бакија [Вечна дела]. Такође, одређене делове његовог славног списа Ма ли ал-Хинд сачињавају управо такви географски описи Индијског потконтинента.‍:pp. 497.